# Leptodactylus troglodytes
Leptodactylus troglodytes е вид жаба от семейство Жаби свирци (Leptodactylidae). Видът не е застрашен от изчезване.

## Разпространение
Разпространен е в Бразилия (Алагоас, Баия, Мараняо, Минас Жерайс, Параиба, Пернамбуко, Пиауи, Рио Гранди до Норти, Сеара и Сержипи).

## Описание
Популацията на вида е стабилна.